# Dr. Samuel Kafiluddistraat

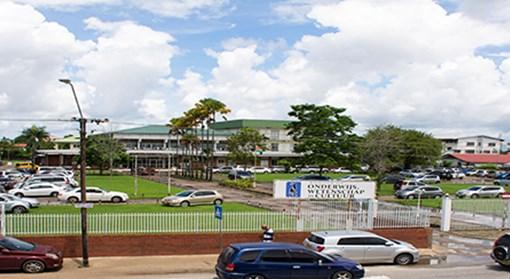
Ministerie van OW&C

De Dr. Samuel Kafiluddistraat, tot 1985 het Verlengde Molenpad, is een straat in Paramaribo. De straat loopt van de Johan Adolf Pengelstraat naar de Zinniastraat.

## Naamgever
De straat is vernoemd naar Samuel Kafiluddi (1917-1984). Hij was een kinderarts, hoofd van de kinderafdeling van 's Lands Hospitaal en het Centraal Ziekenhuis en doceerde kindergeneeskunde aan de Universiteit van Suriname.

## Bouwwerken
De straat begint bij de kruising van het Molenpad en de Johan Adolf Pengelstraat en eindigt bij de Zinniastraat waar ze overgaat in de Emile Boutersestraat.
Aan het begin staat op de hoek de hindoeïstische tempel Arya Diwaker met ernaast de Hirasing School. Verderop staat een kerk van de eindtijdgemeente De roep van de Bruidegom en vervolgens de zuidelijke barakken van de Memre Boekoe-kazerne. Daarnaast staan de Openbare Nijverheidsschool en de OS Zinna School op de hoek van de Zinniastraat. Op de andere hoek bevindt zich het ministerie van Onderwijs, Wetenschap en Cultuur.

## Gedenkteken
Het volgende gedenkteken staat in de straat:
| Onderwerp     | Type         | Kunstenaar              | Onthulling | Locatie             | Omschrijving              |
| ------------- | ------------ | ----------------------- | ---------- | ------------------- | ------------------------- |
| Vader en Zoon | beeldengroep | Stuart Robles de Medina | 1977       | ministerie van OW&C | 25-jarig jubileum Sticusa |